# ژاک ریمونپون
ژاک ریمونپون (فرانسوی: Jacques Grimonpon‎; ۳۰ ژوئیهٔ ۱۹۲۵ – ۲۳ ژانویهٔ ۲۰۱۳) بازیکن فوتبال اهل فرانسه بود.
از باشگاه‌هایی که در آن بازی کرده‌است می‌توان به باشگاه فوتبال المپیک لیون، و باشگاه فوتبال لیل، باشگاه فوتبال لو آور و باشگاه فوتبال بوردو اشاره کرد.
وی همچنین در تیم ملی فوتبال فرانسه بازی کرده‌است.